# Крв за крв
Крв за крв (енгл. Blood In, Blood Out) је амерички филм из 1993. Тема филма је прича о три рођака из мексичког предграђа Лос Анђелеса и покрива период од 1972. до средине 1980-их. Микло (Дејмијан Чапа), Пако (Бенџамин Брет) и Круз (Џеси Борего) су као тинејџери били чланови уличне банде Ватос локос („Луди момци“), а различите животне околности промениле су њихов однос и њихове животе заувек. Филм је сниман на различитим локацијама у мексичким предграђима Лос Анђелеса и у калифорнијском државном затвору Сан Квентин, а његов буџет се процењује на 35 милиона долара. 

## Радња
Микло је тинејџер из етнички мешовите породице који напушта свог оца и враћа се код мајке у мексичко предграђе Источни Лос Анђелес. Тамо се повеже са рођацима Паком и Крузом, члановима уличне банде „Ватос локос“, са којима је одрастао. Пако је бивши боксер и проблематичан тинејџер у сталном сукобу са ауторитетима, а Круз уметничка душа са сликарским талентом. Због свог мешовитог порекла и физичког изгледа (светла кожа и плава коса и очи), Микло се бори са неприхватањем и сталним неповерењем од стране свог новог друштва и стално мора да се доказује. 
Након оружаног сукоба са ривалском бандом „Трес пунтос“, Круз је тешко повређен, а Микло и Пако су умешани у убиство. Тај трагични догађај раздвојио је њихове животе и судбине заувек. Круз се споро опоравља од тешке повреде кичме, Пако одлази у војску како би избегао затворску казну због саучесништва у убиству, а Микло је на издржавању вишегодишње казне у затвору „Сан Квентин“, где се упознаје са суровим и насилним условима затворског живота и поново бори за своје место у расно подељеној затворској популацији, праћен неповерењем у мексичким круговима због своје светле пути. 
Током наредних година, Круз постаје признати уметник, али и хероински зависник због јаких болова од старе повреде. Пако након изласка из војске гради каријеру у полицији и постаје запажени детектив у Одељењу за наркотике. У затвору, Микло успева да задобије поверење вође мексичке затворске банде „Ла онда“ чији је мото „Крв за улаз, крв за излаз“ (чланство се стиче убиством, а престаје тек сопственом смрћу) и постаје њен члан. Десет година након догађаја који им је раздвојио животе, Микло излази на условну слободу и три пријатеља из детињства се поново сусрећу, али у различитим животним улогама и на различитим странама.

## Награде
- Најбоља режија, Међународни филмски фестивал у Токију 1993.

## Улоге
| Улога            | Глумац        |
| ---------------- | ------------- |
| Микло Велка      | Дејмијан Чапа |
| Пако Агилар      | Бенџамин Брет |
| Круз Канделарија | Џеси Борего   |